# Network for Greening the Financial System
Das Central Banks and Supervisors Network for Greening the Financial System (NGFS) ist ein Netzwerk von Zentralbanken und Finanzmarktaufsichtsbehörden, mit dem Ziel, Ansichten und Best Practices auszutauschen, das Risikomanagement im Finanzsektor zu Umweltrisiken und Auswirkungen der globalen Erwärmung weiterzuentwickeln und im Sinne des grünen Finanzwesen (englisch green finance) Mittel für den Übergang zu einer nachhaltigen Wirtschaft zu mobilisieren, um die Ziele des Übereinkommens von Paris zu erreichen.

## Mitglieder
Das Netzwerk wurde auf dem ersten One Planet Summit im Dezember 2017 in Paris von acht Organisationen gegründet: die sechs Zentralbanken Banco de México, Bank of England, Banque de France, De Nederlandsche Bank, Deutsche Bundesbank, Monetary Authority of Singapore und Chinesische Volksbank sowie die beiden Finanzmarktaufsichtsbehörden Autorité de contrôle prudentiel et de résolution (ACPR, Frankreich) und Finansinspektionen (Schweden).
Mitglied werden können auf alle Aufsichtsbehörden und Zentralbanken, die sich zu den Zielen bekennen und zur Mitarbeit im Netzwerk verpflichten. Beobachterstatus können internationale oder regionale öffentliche Finanzinstitutionen, internationale oder regionale Normierungs-, Regulierungs-, Aufsichts- und Zentralbankgremien sowie multilaterale Entwicklungsbanken erhalten.
Im April 2019 hatte das Netzwerk 34 Mitglieder und 5 Beobachter, bis Juni 2021 wuchs das NGFS auf 95 Mitglieder und 15 Beobachter an, darunter aus dem deutschsprachigen Raum die BaFin, die Oesterreichische Nationalbank, die Schweizerische Nationalbank und die Eidgenössische Finanzmarktaufsicht, sowie von der EU-Ebene die Europäische Zentralbank, die Europäische Bankenaufsichtsbehörde und die Aufsichtsbehörden EIOPA und ESMA. Im September 2022 gehörten 116 Mitglieder und 19 Beobachter zum NGFS.

## Struktur
Die Organisationsstruktur besteht laut der Charta von Juli 2020 aus:
- der Vollversammlung (plenary), bestehend aus Repräsentanten aller Mitglieds- und Beobachter-Organisationen, die sich mindestens jährlich trifft und über Strategie, Arbeitsprogramm sowie die Aufnahme weiterer Mitglieder entscheidet,
- dem Steuerungskomitee (steering committee), das als Exekutivorgan die operative Arbeit lenkt und dem Plenum Strategie und Arbeitsprogramm vorschlägt, und sich mindestens zweimal jährlich trifft,
- Arbeitsprogrammen (workstreams), die vom Steuerungskomitee eingerichtet werden um spezifische technische oder analytische Arbeiten durchzuführen,
- dem Vorsitzenden (chair), der vom Steuerungskomitee vorgeschlagen und vom Plenum für zwei Jahre genehmigt wird,
- dem Sekretariat (secretariat), das von der Banque de France bereitgestellt wird und die Arbeiten unterstützt.

Im Jahr 2018 wurde Frank Elderson, Direktoriumsmitglied der Niederländischen Zentralbank, zum Vorsitzenden gewählt und 2020 im Amt bestätigt. Seit 2020 ist er Mitglied des Direktoriums der Europäischen Zentralbank. Im Januar 2022 übernahm Ravi Menon (Managing Director der Monetary Authority of Singapore) das Amt des Vorsitzenden und Sabine Mauderer (Vorstand der Deutschen Bundesbank) wurde zur Vize-Präsidentin ernannt. Im Januar 2024 übernahm Mauderer den Vorsitz. Ihr neuer Stellvertreter ist Fundi Tshazibana, stellvertretender Vorsitzender der Südafrikanischen Zentralbank.
Die Mitgliedschaft im NGFS ist kostenfrei, Aktivitäten und Projekte werden durch freiwillige Beiträge der Mitglieder finanziert.

## Aktivitäten

### Empfehlungen für Zentralbanken und Aufsichtsbehörden
Im April 2019 legte das NGFS einen ersten, umfassenden Bericht vor. Er empfiehlt Zentralbanken und Aufsichtsbehörden,
- klimabezogene Risiken in die Überwachung der Finanzstabilität und in die Risikokontrolle einzubinden,
- Nachhaltigkeitsaspekte beim Management der eigenen Portfolios zu berücksichtigen,
- Datenlücken zu schließen,
- einen Beitrag zur Bewusstseinsbildung, Aufbau von Expertise, Förderung der technischen Zusammenarbeit und des Wissensaustauschs zu leisten,

sowie den Gesetzgebern,
- eine international einheitliche Offenlegung von Klima- und Umweltrisiken zu schaffen,
- sowie eine Taxonomie für wirtschaftliche Aktivitäten zu entwickeln.

### Klimaszenarien

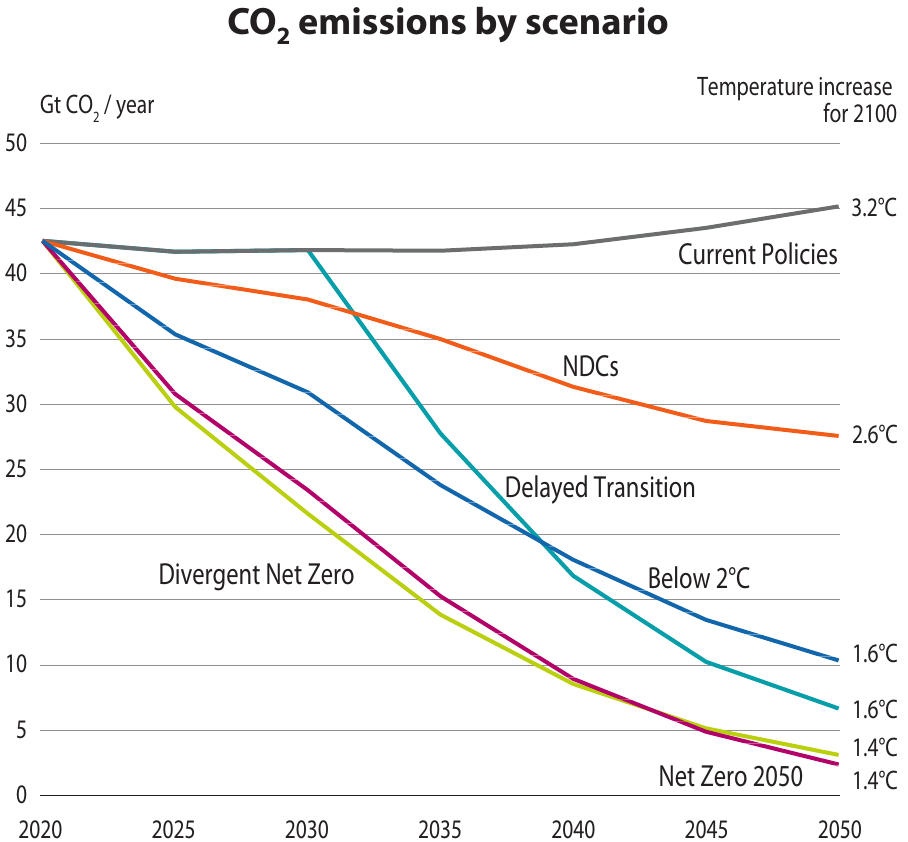
Jährliche Treibhausgasemissionen in den verschiedenen Klimaszenarien des NGFS, 2022

Im Juni 2020 stellte das NGFS seine Klimaszenarien als gemeinsame Ausgangsbasis für die Analyse von Klimarisiken für die Wirtschaft und das Finanzsystem vor. In den beiden Folgejahren wurden erweiterte und aktualisierte Daten veröffentlicht. Die Szenarien beruhen auf den drei Integrated Assessment Modellen REMIND-MAgPIE (Potsdam-Institut für Klimafolgenforschung), GCAM (University of Maryland) sowie MESSAGEix-GLOBIOM (International Institute for Applied Systems Analysis). Deren Ergebnisse wurden in das NiGEM-Modell (National Institute of Economic and Social Research) eingespeist, um weitere makroökonomische Analysen zu Inflation oder Arbeitslosigkeit durchzuführen. Hinzu kommen Klima-Daten, die von Climate Analytics und der ETH Zürich bereitgestellt werden.
Folgende sechs Szenarien wurden untersucht: „Current Policies“ berücksichtigt nur bereits implementierte Klimapolitik, während „NDCs“ davon ausgeht, dass die freiwilligen Versprechen der Nationally Determined Contributions eingehalten werden. „Below 2°C“ geht davon aus, dass das Zwei-Grad-Ziel eingehalten wird, während „Net Zero 2050“ von einem 1,5-Grad-Ziel ausgeht, die durch frühe, global koordinierte Klimapolitik erreicht werden. „Delayed Transition“ geht von einer verschärften Klimapolitik erst ab 2030 aus, während „Divergent Net Zero“ regional und sektoral unterschiedliche Klimaanpassung vorsieht.

## Publikationen
- First Progress Report. Oktober 2018 (PDF, 500 kB).
- A call for action: Climate change as a source of financial risk. First comprehensive report, April 2019 (PDF, 2,7 MB).
- Macroeconomic and financial stability: Implications of climate change. Technical supplement to the First comprehensive report, Juli 2019 (PDF, 13,1 MB).
- NGFS Climate Scenarios for central banks and supervisors. September 2022 (PDF, 2,6 MB).
- Guide to climate scenario analysis for central banks and supervisors. Juni 2020 (PDF, 4 MB).